# Pyramiden von Nuri

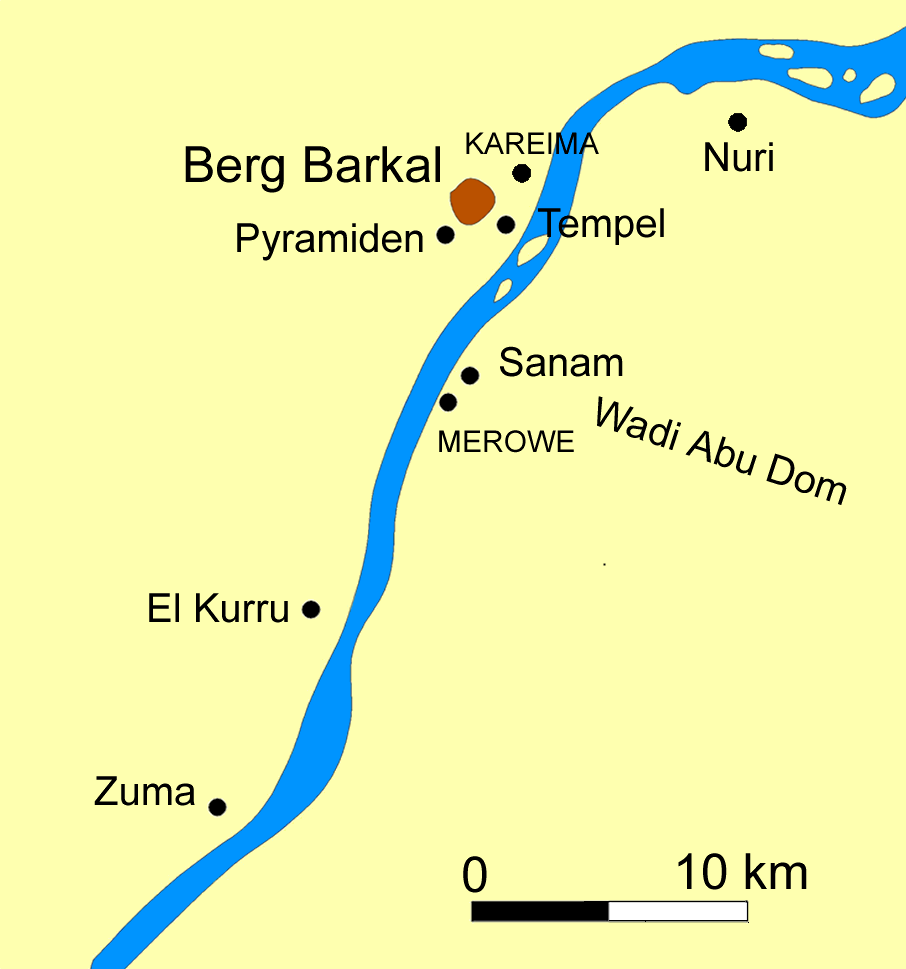
Berg Barkal und dessen Umgebung

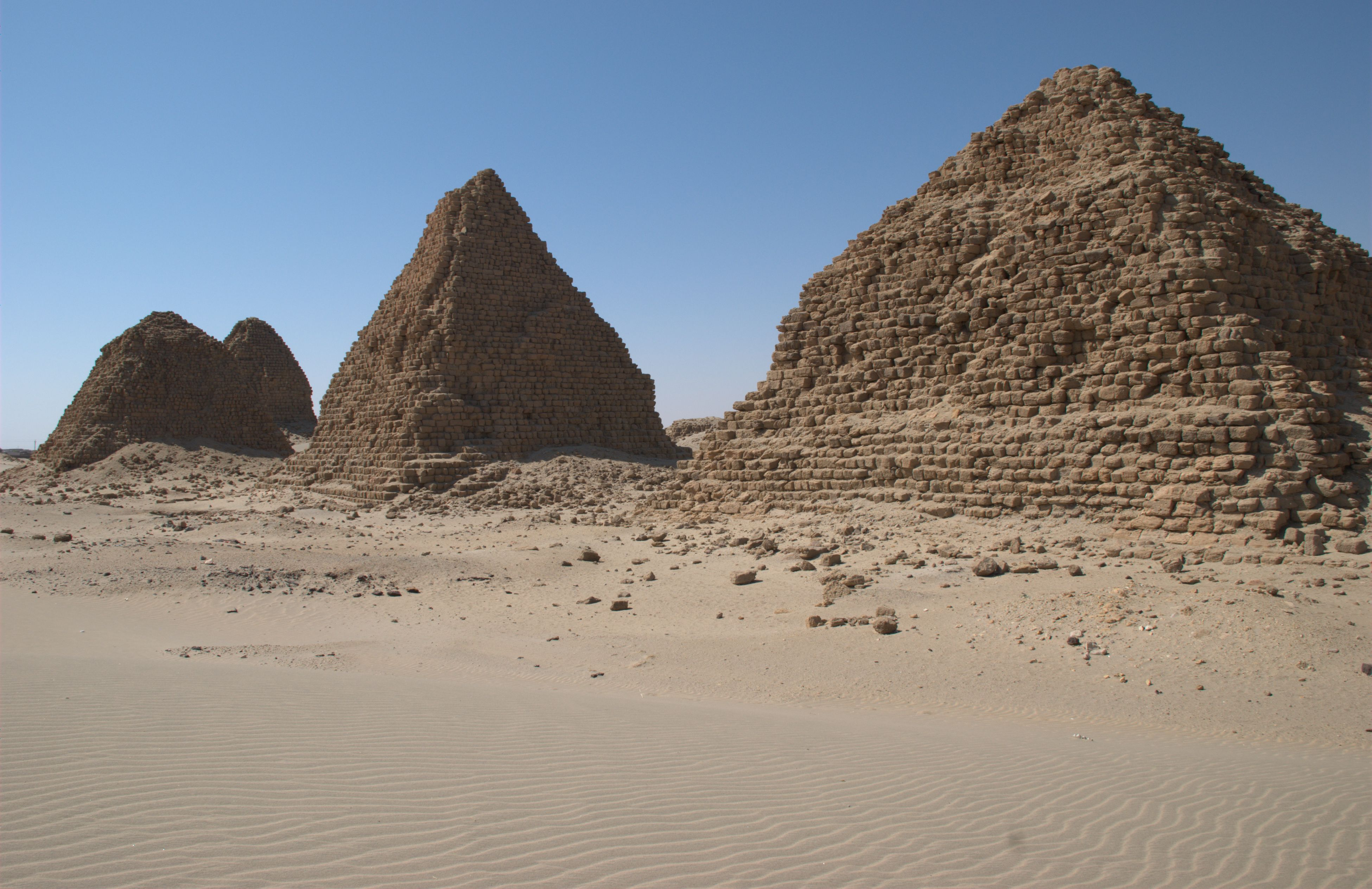
Hauptgruppe von Nordosten. Die Kapellen an den Ostseiten der Pyramiden fehlen. Im Gegensatz zu Meroe sind die Pyramiden im Kern nicht mit Bruchsteinen aufgefüllt, sondern aus denselben Steinen geschichtet, wie sie für die Außenwände verwendet wurden.

Die Pyramiden von Nuri sind Teil eines Friedhofes, der zu der nubischen Stadt Napata gehörte, deren Mittelpunkt am Berg Barkal lag.
Nuri liegt etwa acht Kilometer Luftlinie nordöstlich vom Berg Barkal an der Ostseite des Nils. Es ist noch ungeklärt, warum die kuschitischen Herrscher für ihre Pyramiden einen Ort auswählten, der von den zentralen Tempelanlagen so weit entfernt lag. Die vermutliche Wohnstadt Napatas, Sanam, befindet sich etwa fünf Kilometer südlich. Vom heutigen Dorf Nuri sind die Pyramiden einen halben Kilometer nördlich in der Sandwüste zu sehen.
Der erste König, der in Nuri eine Pyramide erbauen ließ, war Taharqa (um 690/664 v. Chr.). Es ist mit 29 Meter Seitenlänge an der quadratischen Basis die größte Pyramide. Die ersten Ausgrabungen erfolgten 1917 durch George Reisner, der in den Grabkammern unter der Taharqa-Pyramide neben vielen anderen Grabbeigaben über 1000 Uschebti-Figuren fand. Da der Leichnam des Königs nicht gefunden wurde, gibt es auch Zweifel, ob Taharqa tatsächlich hier beigesetzt wurde.
Sein Nachfolger Tanotamun ließ sich an dem alten Bestattungsort al-Kurru begraben, während alle folgenden Herrscher und ihre Gemahlinnen in Nuri ihre Pyramiden hatten. Der letzte mit Sicherheit hier bestattete Herrscher ist Nastasen (um 330 v. Chr.).
Die Pyramiden von Nuri waren größer als die von al-Kurru und im Gegensatz zu dort waren die Außenwände gestuft. Reisner zählte 19 Pyramiden, die für Könige und 53, die für Königinnen bestimmt waren. Ursprüngliche Wandflächen sind nirgends mehr erhalten. Von 10 Pyramiden ragt der gemauerte Kern in die Höhe, die übrigen sind teilweise noch als flache Rundhügel erkennbar. Die östlich vorgebauten Bestattungskapellen waren mit Reliefs verziert, sind aber gänzlich verschwunden.
In vielen der aus drei Kammern bestehenden Gräber sind große Teile der Grabausstattungen gefunden worden, Goldgefäße und Parfümflaschen, darunter auch in großer Zahl mit Namen beschriftete Uschebtis. Es sind deshalb die Namen der Grabbesitzer besser bekannt, als von anderen nubischen Pyramidenfeldern.
Die Pyramiden von Nuri stehen seit 2003 gemeinsam mit anderen Bauten der historischen Stadt Napata und weiteren in der Region auf der UNESCO-Liste des Weltkulturerbe.

## Liste der Pyramiden von Nuri
| Name  | Erbauer              | Kommentar |
| ----- | -------------------- | --- |
| Nu 1  | Taharqa              | Mit einer Höhe von fast 30 Metern ist sie die größte Pyramide, die jemals im Sudan gebaut wurde. Sie wurde aus Sandsteinblöcken errichtet und es gibt keine Hinweise auf eine Grabkapelle. Das Grab ist über eine Treppe mit 51 in den Fels gehauenen Stufen zugänglich. Es besteht aus drei unterirdischen Kammern. Die Tür zur ersten Kammer war ursprünglich mit einem Gesims verziert. Bei Ausgrabungen zu Beginn des letzten Jahrhunderts wurden hieroglyphische Inschriften entdeckt, die jedoch stark verwittert sind. |
| Nu 2  | Amanistabara-qo      | |
| Nu 3  | Senkamanisken        | |
| Nu 4  | Siaspi-qo            | |
| Nu 5  | Malonaqen            | |
| Nu 6  | Anlamani             | Die Grabkammer enthielt noch einen großen beschrifteten Sarkophag aus Granit |
| Nu 7  | Karakamani           | |
| Nu 8  | Aspelta              | Zweitgrößte Pyramide. Die Grabkammer enthielt noch einen großen beschrifteten Sarkophag aus Granit und ist mit Reliefs dekoriert |
| Nu 9  | Aramatelqo           | |
| Nu 10 | Amaninatakilebte     | |
| Nu 11 | Malowijebamani       | |
| Nu 12 | Arikamaninote        | |
| Nu 13 | Harsijotef           | |
| Nu 14 | Achariten            | |
| Nu 15 | Nastasen             | |
| Nu 16 | Talachamani          | |
| Nu 17 | Baskakeren           | |
| Nu 18 | Analmaaje            | |
| Nu 19 | Nasakhma             | |
| Nu 20 | Atlanersa            | Pyramide aus Sandsteinblöcken. An der Ostseite befand sich eine Nische mit Gesims. Die beiden Grabkammern sind über eine Treppe mit 36 Stufen erreichbar. |
| Nu 21 | Königin              | Name unbekannt |
| Nu 23 | Königin ? Masalaye   | |
| Nu 24 | Königin Nasalsa      | Mutter von Anlamani und Aspelta; die Grabkammer ist reich dekoriert |
| Nu 25 | Königin ? Maletaral  | |
| Nu 26 | Königin Amanitakaye  | Gemahlin des Aramatelqo und Mutter von Malonaqen |
| Nu 27 | Königin Madiken      | Gemahlin von Anlamani |
| Nu 28 | Königin Henuttachebi | Gemahlin von Aspelta |
| Nu 29 | Königin Pianchqew-qa | Zuordnung unsicher |
| Nu 30 | unbekannt            | |
| Nu 31 | Königin Sakaye       | |
| Nu 32 | Königin Achrasan     | |
| Nu 33 | Königin              | Name unbekannt |
| Nu 34 | Königin Henutirdis   | |
| Nu 35 | Königin              | Vermutlich das Grab der Königin Abale, der Mutter des Königs Taharqa. Vor der aus Sandsteinblöcken errichteten Pyramide befindet sich eine Kapelle in sehr schlechtem Erhaltungszustand. Das Grab besteht aus zwei undekorierten Kammern. |
| Nu 36 | Königin Atachebasken | Grab der Königin Atachebasken, einer Gemahlin des Taharqa. Vor der Pyramide befindet sich eine Kapelle aus Sandsteinblöcken mit einer Nische, die mit einem doppelten Gesims mit Sonnenscheiben und Uräusschlangen verziert ist. An den Wänden finden sich Spuren von Inschriften. Das Grab ist über eine Treppe mit 45 in den Fels gehauenen Stufen zugänglich. Es besteht aus zwei Grabkammern, in denen Spuren von Verputz und roter Farbe erhalten sind. Die Tür ist mit einem Gesims verziert.                           |
| Nu 37 | Königin              | Name unbekannt |
| Nu 38 | Königin              | Name unbekannt |
| Nu 39 | Königin Maletasen    | Gemahlin von Aramatelqo |
| Nu 40 | Königin Makmale      | |
| Nu 41 | Königin Maletetaral  | Gemahlin von Atlanersa |
| Nu 42 | Königin Asata        | Gemahlin von Aspelta |
| Nu 43 | unbekannt            | |
| Nu 44 | Königin Batahaliye   | Gemahlin von Harsijotef |
| Nu 45 | unbekannt            | |
| Nu 46 | unbekannt            | |
| Nu 47 | unbekannt            | |
| Nu 49 | unbekannt            | |
| Nu 50 | unbekannt            | |
| Nu 51 | unbekannt            | |
| Nu 52 | unbekannt            | |
| Nu 53 | Königin Yeturow      | Tochter von Taharqa und Gemahlin des Atlanersa. Der Oberbau ist vollständig zerstört. Die Grabkammer ist über eine Treppe mit 15 Stufen erreichbar. Die Wände der Kammer sind bemalt und beschriftet. Es sind Szenen erhalten, die die Königin mit Osiris, Isis und anderen Gottheiten zeigen. |
| Nu 54 | Königin              | Name unbekannt |
| Nu 55 | Atamataka            | Gemahlin des Aramatelqo |
| Nu 56 | unbekannt            | |
| Nu 57 | Königin Pianchher    | |
| Nu 58 | Königin Artaka       | Gemahlin von Aspelta |
| Nu 59 | Königin Maloqe       | Maloqe war eventuell eine Gemahlin des Tanotamun. Das Grab besaß eine Einfriedung und eine Kapelle, die völlig zerstört ist. Es ist über eine Treppe mit 34 Stufen zugänglich und besitzt zwei unterirdische Kammern. Die Tür zur ersten Kammer ist gewölbt. |
| Nu 60 | Königin              | Gehörte wahrscheinlich einer unbekannten zeitgenössischen Königin von Atlanersa. Der Oberbau ist völlig zerstört. Eine Treppe mit 23 Stufen führt zu einer einzelnen Grabkammer, die keinerlei Dekorationsspuren aufweist. |
| Nu 61 | Königin Atasamalo    | Mutter des Harsijotef |
| Nu 71 | unbekannt            | |
| Nu 71 | unbekannt            | |
| Nu 73 | unbekannt            | |
| Nu 74 | Pyramide?            | Wahrscheinlich ein Frauengrab. Reste einer Einfriedung und einer Kapelle aus Sandsteinblöcken sind erhalten. Das Grab ist über eine Treppe mit 15 Stufen zugänglich und besteht aus einer einzigen Kammer. |
| Nu 75 | unbekannt            | Wahrscheinlich ein Frauengrab. Der Oberbau ist völlig zerstört. Eine Treppe mit 14 Stufen führt zu einer unterirdischen Kammer ohne Inschriften. |
| Nu 76 | unbekannt            | |
| Nu 77 | Pyramide?            | Wahrscheinlich ein Frauengrab. Spuren einer Einfriedung und einer Kapelle aus Sandsteinblöcken sind noch sichtbar. Eine Treppe mit 11 Stufen führt in die einzige unterirdische Kammer, die keine Spuren einer Verzierung aufweist. |
| Nu 78 | unbekannt            | |
| Nu 79 | unbekannt            | |
| Nu 80 | Pyramide?            | Eine Treppe mit 10 Stufen führt in die einzige unterirdische Grabkammer, die undekoriert ist. |
| Nu 81 | unbekannt            | |
| Nu 82 | unbekannt            | |